# Char de Dejbjerg

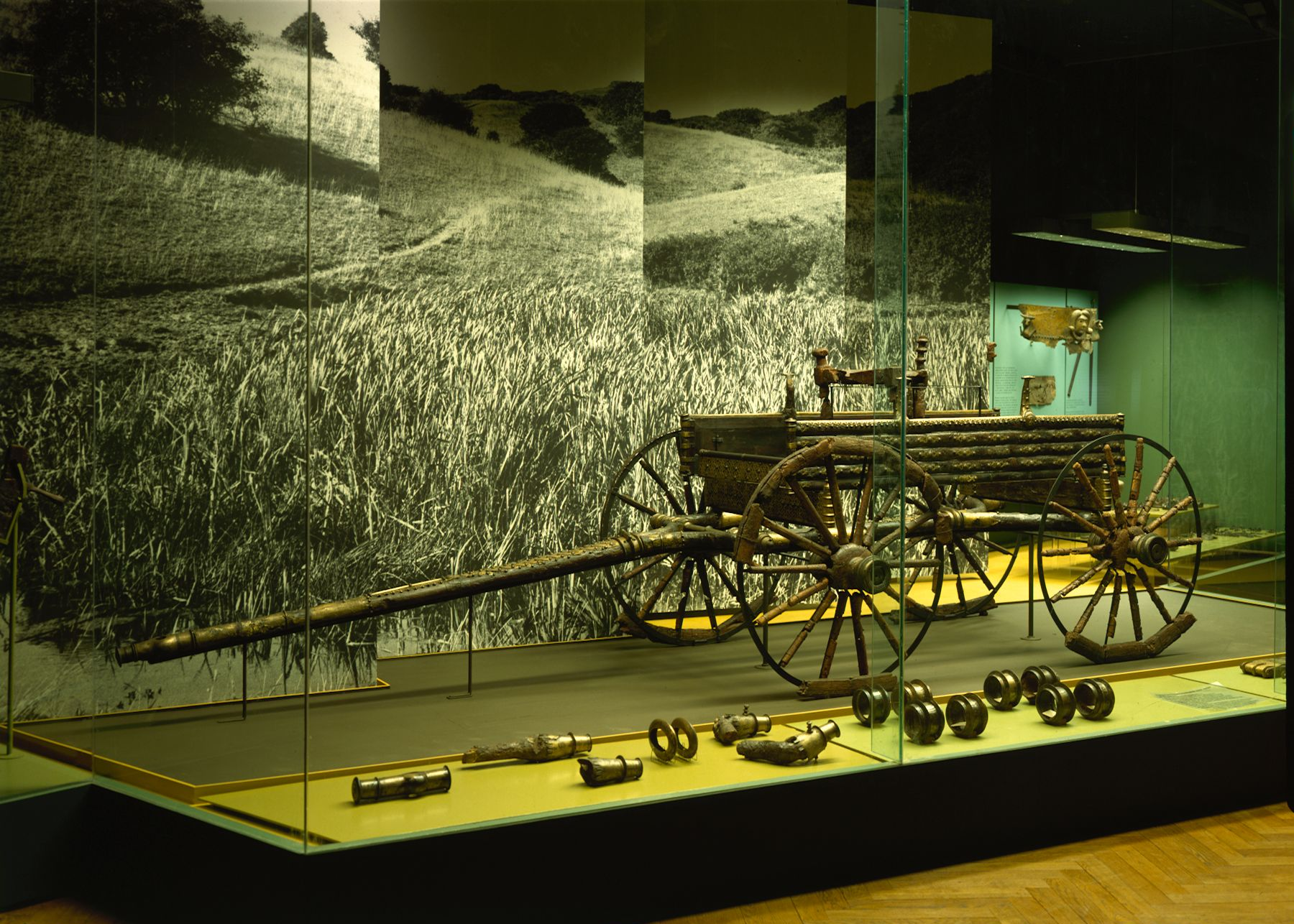
Char de Dejbjerg exposé au Musée national du Danemark

Les chars de Dejbjerg (danois Dejbjergvognen) sont un composite de deux chariots de cérémonie trouvés dans une tourbière à Dejbjerg près de Ringkøbing dans l'ouest du Jutland, au Danemark. Ces dépôts votifs (en) sont démantelés et placés rituellement dans la tourbière vers 100 av. J.-C. Depuis 2022, le wagon est exposé au Musée national du Danemark.

## Contexte culturel

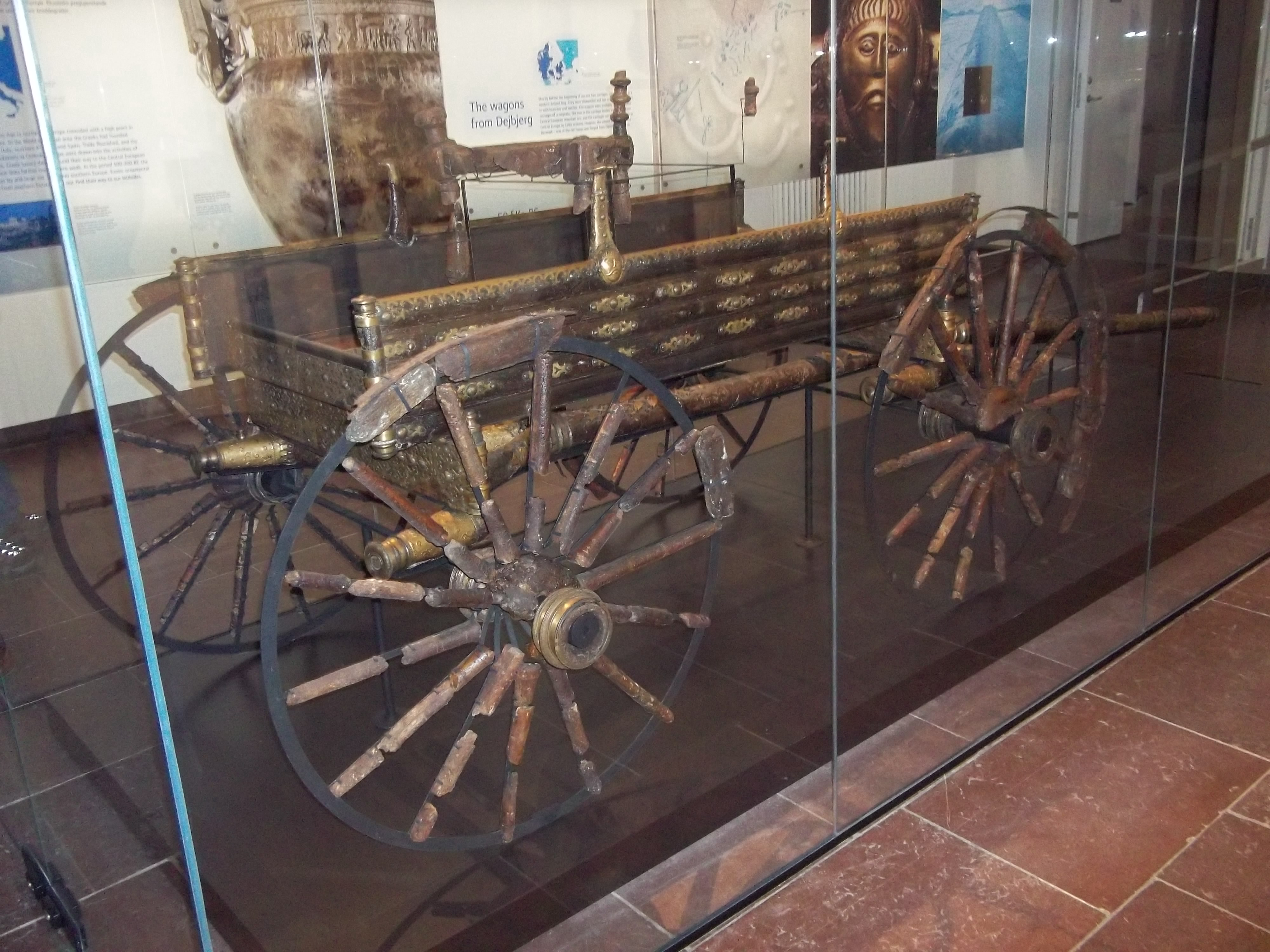
Le char de Dejbjerg, 1er siècle avant J.-C., au Musée national du Danemark

Les deux wagons appartiennent à un phénomène plus vaste de placement intentionnel d'objets dans les tourbières, généralement interprétés comme des sacrifices aux dieux. Le chariot de Dejbjerg est découvert au cours d'une période d'extraction intense de tourbières qui s'est produite aux XIXe siècle et XXe siècle, en grande partie par des non-archéologues. Ces fouilles livrent de nombreux objets datant de toute la période préhistorique mais surtout de l'âge du Fer. Beaucoup de ces objets comprennent des objets du quotidien comme des récipients en céramique et des objets en bois, mais aussi des objets plus prestigieux, comme un butin de guerre, le chariot de Dejbjerg et le chaudron de Gundestrup. En plus des objets placés rituellement, les dépôts des tourbières comprennent des hommes des tourbières préservés,.

## Folklore de Dejbjerg
Avant la découverte du chariot de Dejbjerg, la tradition locale évoquait des « chariots remplis d'or qui étaient censés se trouver dans une tourbière près du presbytère local ». Les deux chars de Dejbjerg ont effectivement été retrouvés dans cette tourbière en 1881-1882. Le folkloriste Terry Gunnell souligne que ce récit n'est pas unique et que des légendes comparables concernent des tourbières et lacs du sud de la Suède. Gunnell note que la valeur de cette tradition réside dans la mémoire sociale véhiculée. Il compare ce complexe de légendes à l'épée trouvée sous l'eau par Beowulf (dans Beowulf), et indique que ces récits s'enracinent dans le souvenir des dépôts rituels qui se déroulent durant l'âge du bronze et l'âge du fer. Les archéologues modernes tendent à recueillir les légendes locales relatives aux sites qu'ils étudient car ils sont d'importants indices.